# Luis Fernando Salazar Fernández
Luis Fernando Salazar Fernández (Torreón, Coahuila de Zaragoza, 18 de noviembre de 1977) es un político mexicano. Desde el 1 de septiembre de 2024, es senador de Morena por el estado de Coahuila.
También se ha desempeñado como diputado en el Congreso de Coahuila, senador de la República en representación de su estado para el periodo 2012 a 2018 y diputado federal por el distrito 5 de Coahuila.

## Trayectoria
Es licenciado en Derecho, egresado de la Universidad Iberoamericana Torreón y maestro en Comunicación Política y Gobernanza Estratégica por la Universidad de Georgetown. Es senador por el estado de Coahuila, integrante del Grupo Parlamentario de Morena en la LXVI Legislatura. Es secretario de las comisiones de Seguridad Pública, Organismos Internacionales y Relaciones Exteriores, Asia Pacífico. Es integrante de las comisiones de Justicia, Recursos Hídricos, Derechos Digitales, Seguridad Social, Anticorrupción y Transparencia.
En 2003 fue elegido diputado al Congreso de Coahuila para el periodo de ese año a 2005 y en la cual fue integrante de la Comisión de Gobernación y Puntos Constitucionales, de la Comisión de Justicia, y de la Comisión de Juventud y Deporte; de 2006 a 2007 fue coordinador de asesores del Presidente de la Cámara de Diputados y de 2008 a 2011 desempeñó el cargo de Delegado de la Secretaría de Desarrollo Social en el estado de Coahuila.
El mismo 2011 fue elegido candidato al Senado por Coahuila. Compitió en fórmula con Silvia Garza Galván y en la elección constitucional obtuvieron el primer lugar, resultado electos para el periodo de 2012 a 2018.
Como senador por Coahuila de la LXII Legislatura, fue Secretario de las Comisiones de Desarrollo Social y de Protección Civil; así como integrante de las Comisiones de Estudios Legislativos, Segunda y de Relaciones Exteriores.
Fue elegido diputado federal por el distrito 5 de Coahuila en las elecciones federales de México de 2018.
El 17 de octubre de 2018, renunció a su militancia en el PAN para unirse a la bancada de Morena.
El 15 de diciembre de 2020 pidió licencia a su cargo como diputado federal para contender por la presidencia municipal de Torreón, Coahuila.
Para las elecciones estatales de Coahuila de 2023, participó en la encuesta por la candidatura a gobernador por Morena. Sin embargo, quedó en segundo lugar y se unió a la candidatura del primer lugar; Armando Guadiana Tijerina.
En 2024 encabezó la fórmula al Senado por Morena en Coahuila y ganó la elección, asumiendo el cargo el 1 de septiembre de 2024.